# Hydrogenosoom
Het hydrogenosoom is een organel dat voorkomt in ciliaten, trichomonaden, schimmels en dieren. Het organel kan energie beschikbaar maken onder anaerobe omstandigheden, en is daarom van groot belang voor organismen die weinig of geen toegang hebben tot zuurstof. Een hydrogenosoom is ongeveer 1 micrometer breed en werd voor het eerst beschreven in 1973. Het is tegenwoordig vrijwel algemeen geaccepteerd dat hydrogenosomen zijn geëvolueerd uit mitochondriën. Hydrogenosomen en mitochondriën vertonen verschillende overeenkomsten: ze zijn omgeven door een dubbel membraan, produceren adenosinetrifosfaat (ATP) en delen zich gedurende de gehele celcyclus.
De hydrogenosomen van trichomonaden (micro-organismen die het meest bestudeerd zijn naar dit organel) produceren moleculair waterstof, acetaat, koolstofdioxide en ATP via een reactieketen van pyrodruivenzuur met bepaalde enzymen. In tegenstelling tot de mitochondriën hebben hydrogenosomen niet hun eigen genoom. Ook hebben ze geen ademhalingsketen, cytochromen, ATPase, citroenzuurcyclus, oxidatieve fosforylering en cardiolipine. Deze bestanddelen van mitochondriën zijn toegespitst op aerobe dissimilatie, terwijl hydrogenosomen ook anaerobe dissimilatie mogelijk maken. Naast het gebruikelijke koolstofdioxide is het kenmerkende afvalproduct van hydrogenosomen waterstof: aan dit afvalproduct heeft het organel zijn naam te danken.